# 常盤站 (岡山縣)

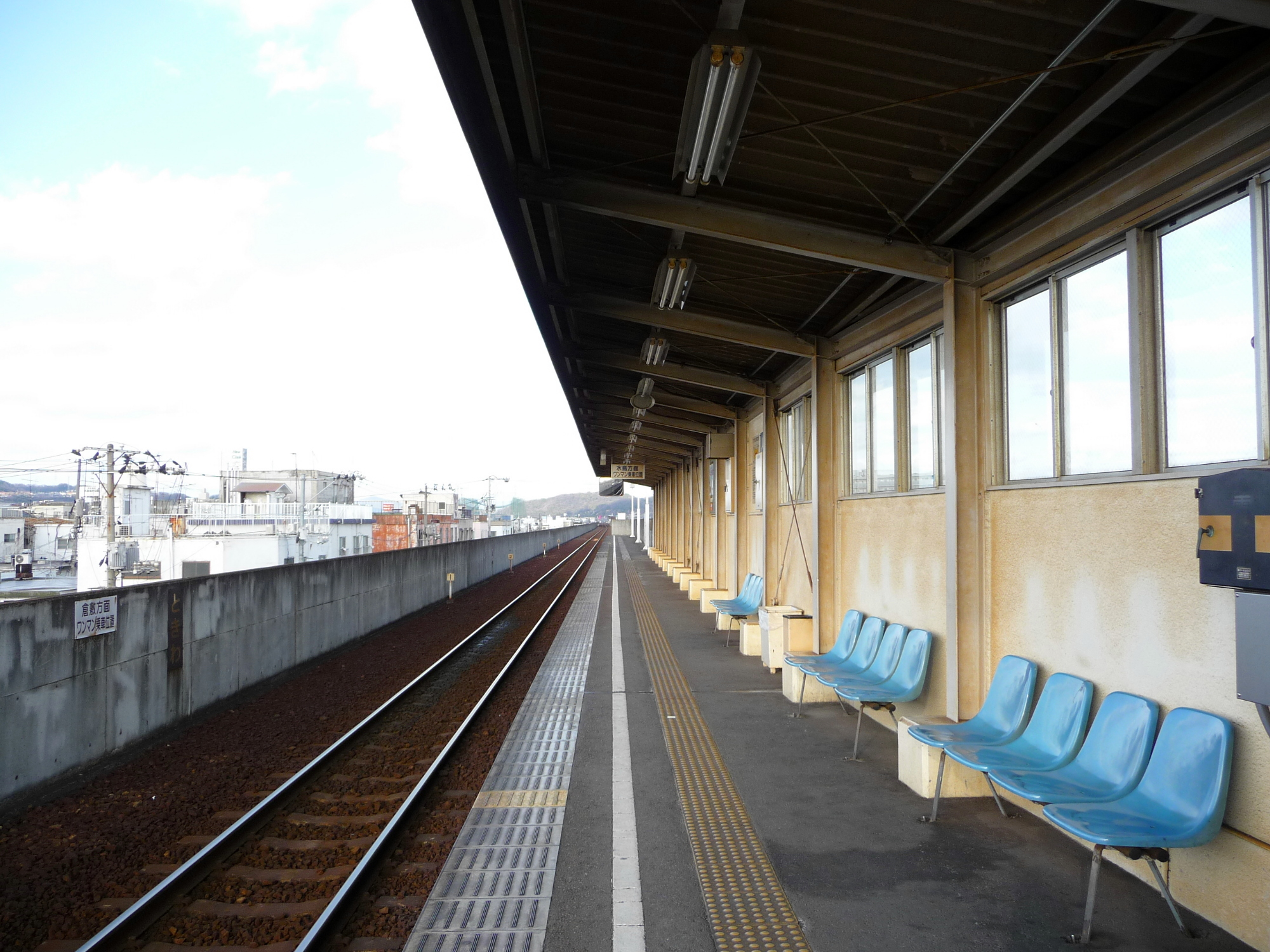
月台

常盤站（日语：／ Tokiwa eki */?）是位於岡山縣倉敷市水島東常盤町，水島臨海鐵道的水島本線車站。車站編號為MR7。
此站是浦田站至三菱自工前站之間高架化同時啟用的車站。

## 歷史
- 1992年（平成4年）9月7日 - 車站啟用。

## 車站構造
車站是一座高架車站，設有1面1線的單式月台。此站是無人車站。月台直接連接車站出入口。

## 利用狀況
以下為1日平均乘車和上下車人次列表。
| 年度   | 1日平均 乘車人冷 | 1日平均 上下車人次 |
| ------ | ---------------- | ------------------ |
| 1999年 | 133              | 310                |
| 2000年 | 115              | 274                |
| 2001年 | 114              | 289                |
| 2002年 | 112              | 295                |
| 2003年 | 120              | 305                |
| 2004年 | 113              | 291                |
| 2005年 | 106              | 283                |
| 2006年 | 105              | 281                |
| 2007年 | 105              | 290                |
| 2008年 | 102              | 299                |
| 2009年 | 101              | 278                |

## 車站周邊
車站附近設有住宅區和商業區。站前設有超級市場、商店、酒吧、小吃店。商店街位於車站西邊。而東邊為住宅區。
- 水島體育館
- 水島圖書館
- 綜合醫院 水島中央醫院
- 仁科百貨店（日语：ニシナ百貨店）

## 相鄰車站
水島臨海鐵道
水島本線
榮（MR6）－常盤（MR7）－水島（MR8）

## 注腳
1. ↑  岡山縣統計年報